# Székásveresegyháza
Székásveresegyháza (románul: Roșia de Secaș, németül: Rothkirch) település Romániában, Erdélyben, Fehér megyében.

## Fekvése
Gyulafehérvártól keletre, Balázsfalvától délre, a Székás-patak mellett, Székástóhát, Pókafalva, Bolgárcserdek és Kiskerék közt fekvő település.

## Története

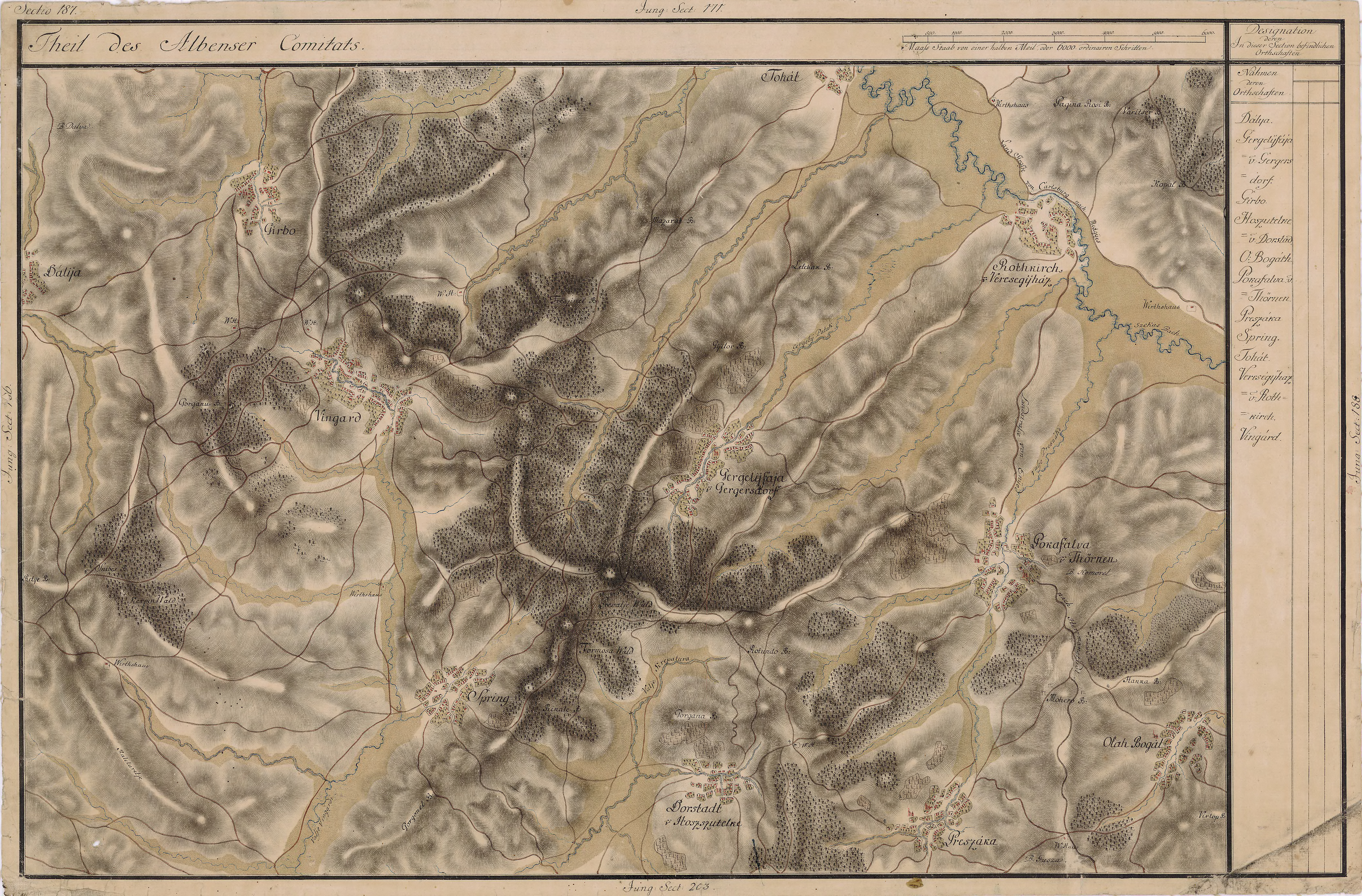
Székásveresegyháza egy régi térképen

Székásveresegyház nevét 1313-ban p. Veresyghaz néven említette először oklevél.
1324-ben Rufa Ecclesia, 1334-ben Wrusyghaz, 1332-1335-ben Franciscus Sacerdor de Rufa Ecclesia, 1336-ban Werusygghaz, 1345-ben Vereseghaz, 1523-ban WeresEghház, 1587-ben Veres Egyház, 1808-ban Veresegyháza, 1913-ban Székásveresegyház néven írták. A település a Székási-uradalomban feküdt, 1313 előtt Kán nemzetségbeli László erdélyi vajda birtoka volt. Kán László 1313-ban a többi zékási birtokrésszel együtt Kelneki Dánielnek és Salamonnak adta cserébe, és ekkor határát is leírták. 1324-ben Károly Róbert király itt keltezte egyik oklevelét is. 1466-ban az Iklódiaké volt, akik itteni birtokrészüket eladták Vingárti Geréb Jánosnak. 1477-ben részbirtokosa volt Suki János is, aki itteni részét Sándorházi Ambrus gyalui várnagynak adta zálogba. 1523-ban az Ősi Jankafiak peres birtokai közt szerepelt. 1525-ben Ősi Jankafy Miklós itt levő részbirtokát Vingárti Horváth Gáspárnak vallotta be.
1910-ben 1143 lakosából 30 magyar, 1019 román, 88 cigány volt. Ebből 1095 görögkatolikus, 13 református, 15 izraelita volt. A trianoni békeszerződés előtt Alsó-Fehér vármegye Balázsfalvi járásához tartozott.